# XXXVII Festival Internacional de Cinema Fantàstic de Catalunya
La XXXVII edició del Sitges Festival Internacional de Cinema de Catalunya (abans, Festival Internacional de Cinema Fantàstic de Sitges) es va organitzar del 2 a l'11 de desembre de 2004 dirigida per Àngel Sala. Aquesta edició va rebre l'estrena mundial de la Trilogia Clàssica de Star Wars en DVD, uns mesos abans de l'estrena de l'Episodi III, i com a reconeixement el cartell d'aquesta edició mostrava la imatge de Darth Vader. I com en edicions anteriors, es caracteritzà per la selecció del cinema asiàtic. Fou inaugurat amb la projecció de Sky Captain i el món del demà i El castell ambulant, i es van entregar els premis Aisge a Laia Marull i Josep Sazatornil. El premi Màquina del Temps fou concedit a John Landis, Paul Naschy i Joel Schumacher. També es va fer una marató de les pel·lícules de La guerra de les galàxies.

## Pel·lícules projectades

### Secció oficial Fantàstic
- Birth de Jonathan Glazer
- El cumpleaños d'Eugenio Mira
- Breaking News de Johnnie To
- Code 46 de Michael Winterbottom
- The Grudge de Takashi Shimizu
- L'habitant incert de Guillem Morales
- El castell ambulant de Hayao Miyazaki
- Ghost in the Shell 2: Innocence de Mamoru Oshii
- Izo de Takashi Miike
- El maquinista de Brad Anderson /
- Old Boy de Park Chan-wook
- La resurrecció dels morts de Robin Campillo
- Strings d'Anders Rønnow Klarlund /
- Three... Extremes de Fruit Chan, Takashi Miike i Park Chan-wook //
- Arsène Lupin de Jean-Paul Salomé
- Imatge congelada de John Simpson
- Sky Captain i el món del demà de Kerry Conran (fora de concurs) /
- One Point O de Jeff Renfroe i Marteinn Thorsson //
- Primer de Shane Carruth
- La memòria dels morts d'Omar Naim

### Secció Noves Visions
- C.S.A.: The Confederate States of America de Kevin Willmott
- Incident at Loch Ness de Zak Penn
- Marebito de Takashi Shimizu
- Rhinoceros Eyes d'Aaron Woodley
- Cha no aji (The Taste of Tea) de Katsuhito Ishii
- Vital de Shinya Tsukamoto

### Secció Anima't
- Appleseed de Shinji Aramaki
- Hair High de Bill Plympton
- Steamboy de Katsuhiro Otomo
- Team America: La policia del món de Trey Parker

### Sessions Especials
- Family Portraits: A Trilogy of America de Douglas Buck
- Frágil de Juanma Bajo Ulloa
- Saw de James Wan
- Seed of Chucky de Don Mancini
- Descobrir el País de Mai Més de Marc Forster[8]

### Orient Express-Casa Àsia
- Casshern de Kazuaki Kiriya
- Infernal Affairs d'Andrew Lau i Alan Mak
- Zebraman Takashi Miike

### Seven Chances
- Iskandariyah... New York de Youssef Chahine
- Le Fantôme d'Henri Langlois de Jacques Richard
- The Heart Is Deceitful Above All Things d'Asia Argento
- Samaritan Girl de Kim Ki-Duk
- Les Sentiments de Noémie Lvovsky
- Tokyo Noir de Masato Ishioka i Naoto Kumazawa
- Tropical Malady (Sudpralat), d'Apichatpong Weerasethakul

### Mondo Macabro
- Lady Terminator (1988) de H. Tjut Djalil
- Satánico pandemonium (1975) de Gilberto Martínez Solares

### Retrospectiva Ciberrealitat
- No Maps for These Territories de Mark Neale
- Resurrection of the Little Match Girl de Jang Sun-woo

## Jurat
El jurat internacional era format per Ken Foree, Marco Müller, Christopher Priest, Koldo Serra i Estrella Zapatero.

## Premis
Els premis d'aquesta edició foren:
| Categoria                                                   | Premiat                                         | Treball                     |
| ----------------------------------------------------------- | ----------------------------------------------- | --------------------------- |
| Premi al millor director                                    | Johnnie To                                      | Breaking News               |
| Premi a la millor pel·lícula                                | Old Boy                                         | Park Chan-wook              |
| Premi a la millor actriu                                    | Mònica López                                    | L'habitant incert           |
| Premi al millor actor                                       | Christian Bale                                  | El maquinista               |
| Premi al millor guió                                        | Frank Cottrell Boyce                            | Code 46                     |
| Premi a la millor fotografia                                | Xavi Giménez                                    | El maquinista               |
| Premi al millor banda sonora                                | Joshua Hyams Mark Revel                         | Code 46                     |
| Premi als millors efectes especials                         | Yuichi Yamamoto                                 | Izo                         |
| Premi al millor make-up                                     | Hee Eun Lee                                     | Three... Extremes           |
| Premi a la millor direcció artística                        | Daniel Izar de la Fuente Javier Alvariño        | El cumpleaños               |
| Premi al millor Curtmetratge                                | Brendan Muldowney                               | The Ten Steps               |
| Premi Especial del Jurat                                    | Hayao Miyazaki                                  | pel conjunt de la seva obra |
| Premi Gertie al millor llargmetratge d'animació             | Steamboy                                        | Katsuhiro Otomo             |
| Premi Gertie al millor curtmetratge d'animació              | Le Régulateur                                   | Philippe Grammaticopoulos   |
| Premi Orient Express                                        | Ghost in the Shell 2: Innocence                 | Mamoru Oshii                |
| Premi Ciutadà Kane a la direcció revelació                  | Strings                                         | Anders Rønnow Klarlund      |
| Premi Ciutadà Kane a la direcció revelació. Menció especial | Birth                                           | Jonathan Glazer             |
| Premi Méliès d'argent al millor llargmetratge               | Code 46                                         | Michael Winterbottom        |
| Premi Méliès d'argent al millor curtmetratge                | El soñador                                      | Oskar Santos                |
| Premi Nova Autoria Millor direcció                          | Alba Mora Anna SantMartí                        | Memories Without Rememberer |
| Premi Nova Autoria Millor guió                              | Martí Roca                                      | La ruta natural             |
| Premi Nova Autoria Millor música original                   | Francisco García                                | Vidas en Flamenco           |
| Premi de la Crítica José Luis Guarner                       | Old Boy                                         | Park Chan-wook              |
| Premi Honorífic Màquina del Temps                           | John Landis Paul Naschy Joel Schumacher         |                             |
| Premi Honorari "The General"                                | Andrew Lloyd Webber                             |                             |
| Premi Brigadoon al millor curtmetratge                      | Amazing Unmasked vs. El Doctor Calavera Maligna | Daniel Moreno               |